# Logitech MX-518

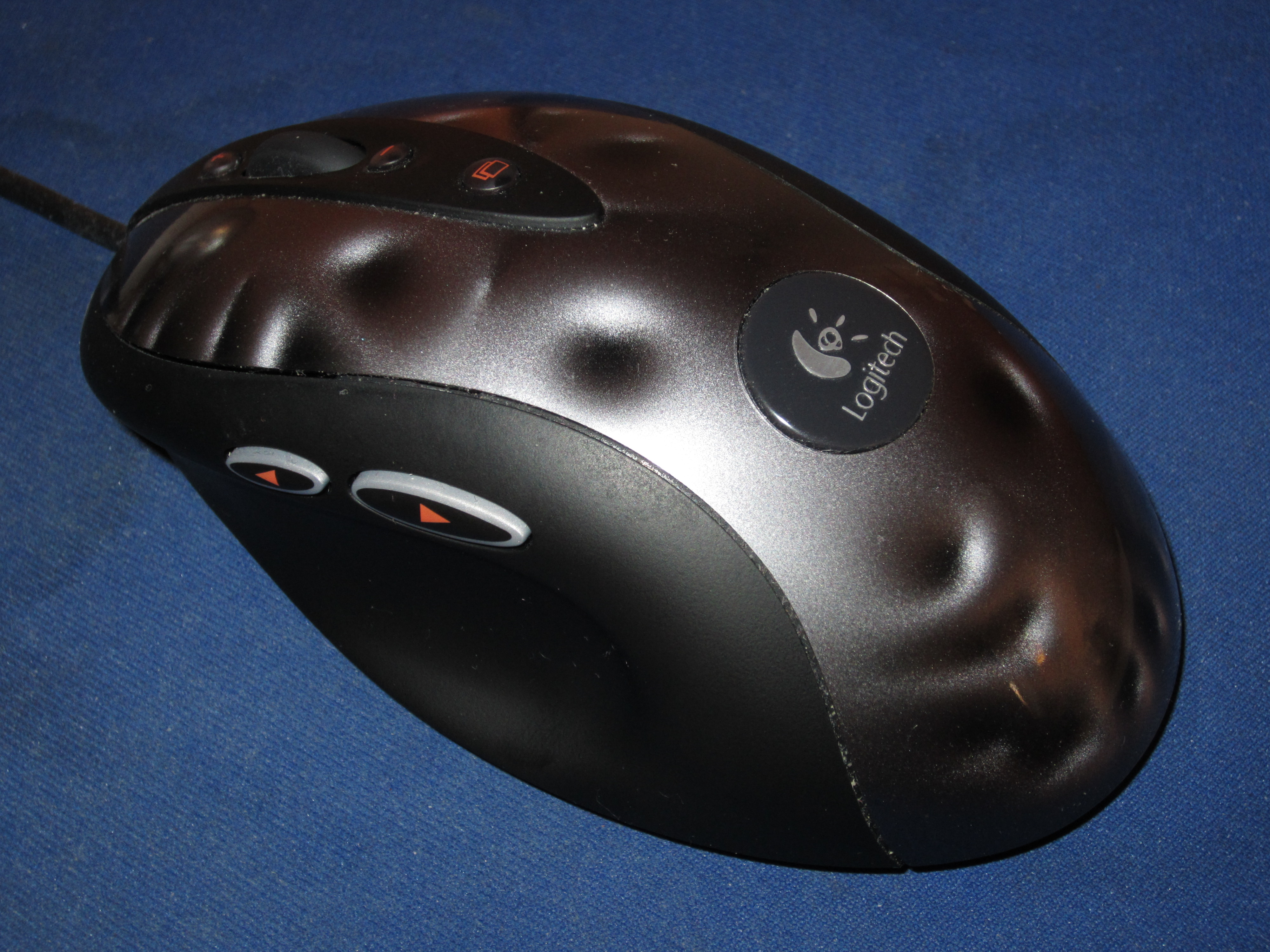
Logitech MX-518

Logitech MX-518 är en datormus tillverkad av Logitech. Musen har tre olika känslighetslägen, från vilka man skiftar flygande på musens ovansida. Musen har scrollhjul och totalt åtta programmerbara knappar. Musens ovansida är designad för att ge intryck av att den blivit beskjuten.

## Historia
Företaget lanserade denna år 2005. Målgruppen var främst gamers.

## Specifikationer
- Sensorupplösning: 400–1 800 DPI
- Bildbearbetning: 5,8 megapixel/sekund
- Maxacceleration: 15 G
- Maxhastighet: 1 m per sekund
- Dataformat för USB-gränssnitt: 16 bitar per axel
- Rapporteringsfrekvens: 125 gånger per sek.